# Martontelke
Martontelke (Mártontelke, románul: Motiș, korábban Motișdorf, németül: Mortesdorf) falu Romániában, Erdélyben, Szeben megyében. Közigazgatásilag Nagybaromlak községhez tartozik.

## Fekvése
Kiskapustól 12 kilométerre délkeletre, Medgyestől kb. húsz kilométerre délre, a Nagy-Küküllőtől délre húzódó dombságban fekszik.

## Története
1319-ben Villa Mortoni, 1491-ben Marthonthelke néven említették. Fehér, később Felső-Fehér vármegyéhez tartozó, szász lakosságú falu volt, amelyet 1876-ban csatoltak Nagy-Küküllő vármegyéhez. 1766-ban 242 férfit és 266 asszonyt számláló szász evangélikus egyházközségén kívül románok is lakták. Görögkatolikus egyháza 1828-ban alakult, mint Sáldorf filiája. A 20. század első felében bortermeléséről, vágóhídjáról és bivalycsordájáról volt nevezetes.
1850-ben 747 lakosából 603 volt szász, 104 román és 36 cigány nemzetiségű; 599 evangélikus és 140 görögkatolikus vallású.
2002-ben 582 lakosa közül 546 román és 32 magyar nemzetiségű; 499 ortodox, 33 evangéliumi keresztény, 18 református, 17 római katolikus és 8 baptista hitű volt.

## Látnivalók
- Késő gótikus evangélikus teremtemplom. A vakolat alatt falfestmények rejlenek. Valószínűleg 1718-ban javították, hajóját a 19. században meghosszabbították. Háromszög alaprajzú védőfal veszi körül, erődítései közül egy bástya és egy torony maradt meg. A védőfalhoz az iskola és a községháza 19. századi épülete csatlakozik. Egyik bástyáját ugyancsak a 19. században harangtoronnyá alakították át.